# Hôtel des Joham de Mundolsheim

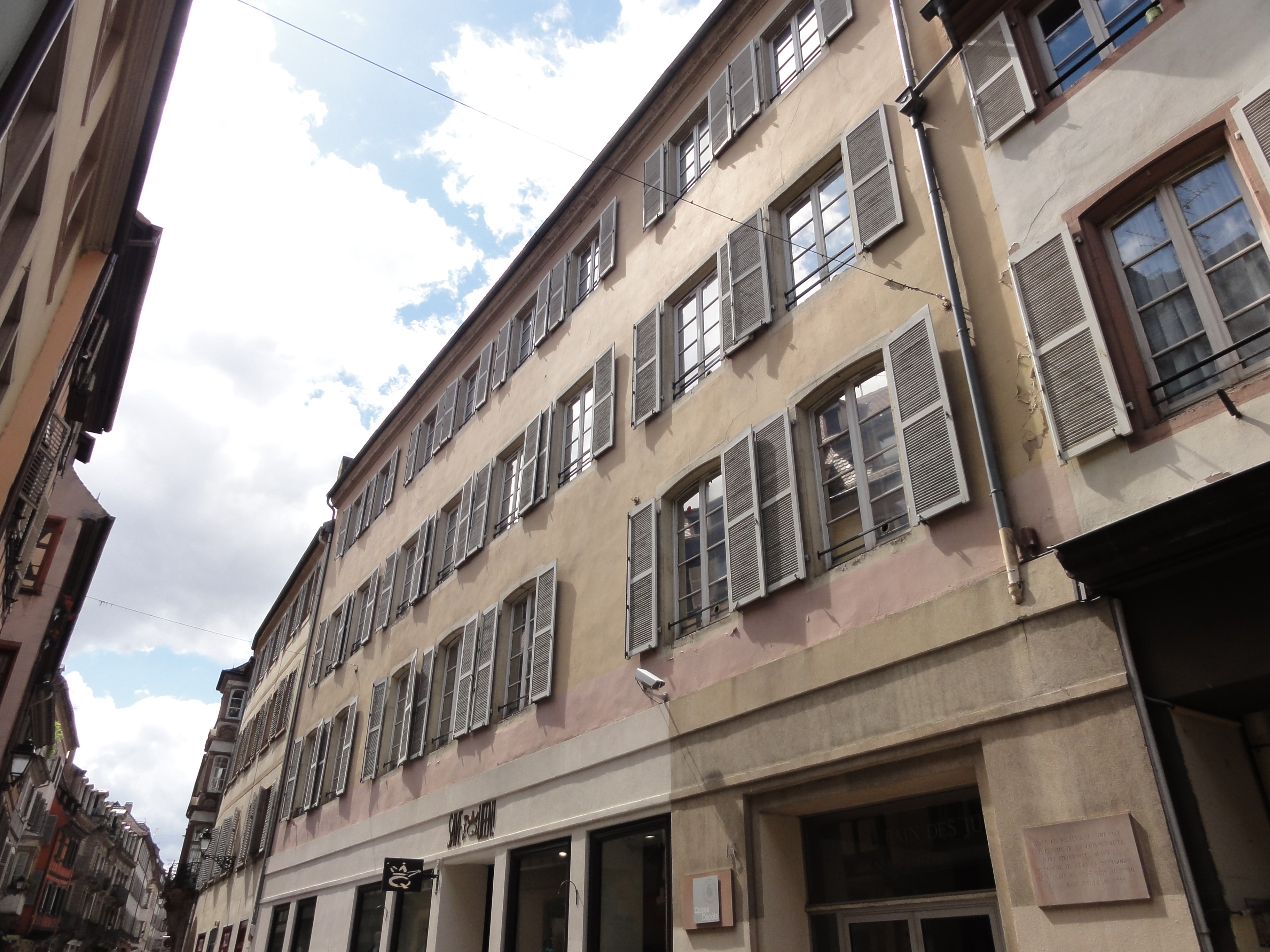
Hôtel des Joham de Mundolsheim, Fassade zur Rue des Juifs

Das Hôtel des Joham de Mundolsheim ist ein Baudenkmal in Straßburg im französischen Département Bas-Rhin, Grand Est. Das Gebäude mit der Anschrift 15, rue des Juifs stammt aus dem späten 13. Jahrhundert und ist als Monument historique geschützt.
Im Jahr 1985 wurden zahlreiche Gebäudeteile in die ergänzende Liste der Monuments historiques eingetragen, darunter die Fassade zur Rue des Juifs (ohne die Erdgeschosszone), die beidseitigen Treppengiebel und der Gewölbekeller sowie Teile der Innenausstattung. Die bei Renovierungsarbeiten im Erdgeschoss und dem ersten und zweiten Obergeschoss entdeckten Wand- und Deckenmalereien aus der Zeit um 1450 wurden 1989 als Monument historique klassifiziert.